# 乗運寺 (沼津市)
乗運寺（じょううんじ）は、静岡県沼津市にある浄土宗の寺院。

## 歴史
天文年間（1532年 - 1555年）、増誉によって開山された。昔、この地一帯は風害や塩害のため荒地であった。増誉はこの惨状を憐み、松の苗を植え続けた。これが後の千本松原である。地元住民は増誉に感謝し、草庵を建てて、増誉を住まわせた。これが当寺の起源である。
その後、三枚橋城の城主松平康親や沼津藩の藩主水野忠友の菩提寺となっている。
当寺には、若山牧水の墓がある。牧水は千本松原に魅せられて沼津に移住、当時の静岡県庁が計画していた千本松原伐採に反対し、中止に追い込んだ。その後、亡くなるまで沼津に住み続けた。

## 交通アクセス
- 東海バスN45沼津港線「乗運寺」停留所または「東方寺」下車。（JR東海道線・御殿場線沼津駅からバスで約5分。）
- 沼津駅より徒歩17分。